# کلینت دمپسی
کلینتون درو دمپسی (انگلیسی: Clinton Drew Dempsey؛ زادهٔ ۹ مارس ۱۹۸۳) بازیکن فوتبال پیشین اهل آمریکا است که در پست مهاجم بازی می‌کرد.
دمپسی دوران بزرگسال فوتبال خود را از تیم نیوانگلند رولوشن آغاز کرد، جایی که او در ۷۱ بازی ۲۵ گل به ثمر رساند. او بین سال‌های ۲۰۰۷ تا ۲۰۱۲ را در فولام در لیگ برتر فوتبال انگلستان بازی کرد و به بهترین گلزن این باشگاه در تاریخ لیگ برتر تبدیل شد. دمپسی همچنین پس از به ثمر رساندن ۳ گل برابر نیوکاسل یونایتد در سال ۲۰۱۲، به نخستین آمریکایی تبدیل شد که در لیگ برتر هت تریک کرده‌است.
در ۳۱ اوت ۲۰۱۲ دمپسی با مبلغ ۹ میلیون دلار به تاتنهام هاتسپر پیوست و به گران‌ترین بازیکن آمریکایی در آن زمان تبدیل شد. او در سال ۲۰۱۴ با مبلغ ۹ میلیون دلار بازیکن سیاتل ساندرز شد و البته مدتی هم برای تیم فولهام و به صورت قرضی بازی کرد.
دمپسی در ۲۹ اوت ۲۰۱۸ از دنیای فوتبال خداحافظی کرد.

## افتخارات

### باشگاهی
فولام
- لیگ اروپا: نایب قهرمان ۱۰–۲۰۰۹

### ملی
- جام کنفدراسیون‌ها: نایب قهرمان ۲۰۰۹
- جام طلایی کونکاکاف: ۲۰۰۵، ۲۰۰۷، ۲۰۱۷، نایب قهرمان ۲۰۱۱

### فردی
- بازیکن فصل فولام: ۱۱–۲۰۱۰، ۱۲–۲۰۱۱
- توپ برنز جام کنفدراسیون‌ها: ۲۰۰۹
- تیم منتخب جام کنفدراسیون‌ها: ۲۰۰۹[۷]
- بهترین گلزن جام طلایی کونکاکاف: ۲۰۱۵

بهترین گلزن
- فولام: ۱۱–۲۰۱۰، ۱۲–۲۰۱۱

## زندگی شخصی

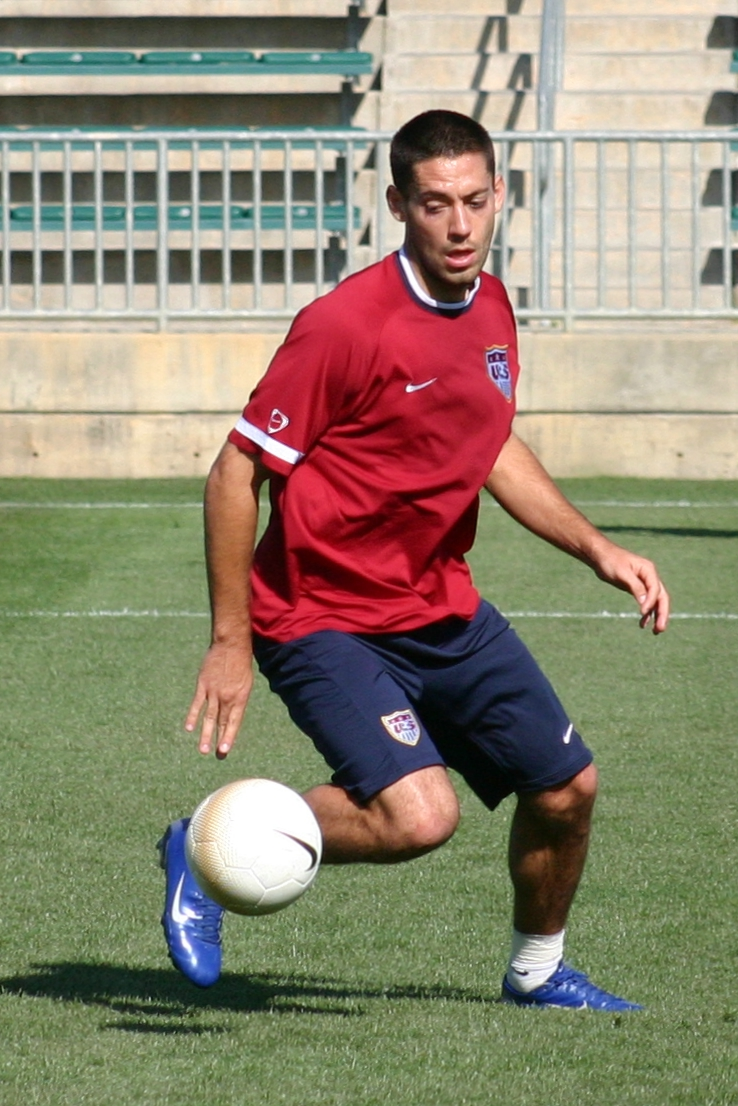
Clint Dempsey of the United States national soccer team shown in training; Original description: "The US Men's National Team practices at SAS Soccer in Cary, NC on 4/10/2006 ahead of their match against Jamaica."MG_0251

دمپسی با بتانی کیگان دمپسی ازدواج کرده‌است. آن‌ها دارای ۴ فرزند هستند.
دمپسی یک کاتولیک است. او در خانواده‌ای کاتولیک بزرگ شده و هر یکشنبه با مادربزرگش به کلیسا می‌رفت.